# Kaptol (općina)
Kaptol je općina u Hrvatskoj, u Požeško-slavonskoj županiji.

## Zemljopis
Kaptol je smješen pod obroncima planine Papuk. Zapadno se nalaze poznate veličke toplice, istočno poznati kutjevački podrumi a južno se nalazi glavni grad županije Požega. U samom Kaptolu se nalazi srednjovjekovni dvorac u kojemu se u zadnje vrijeme rade iskopavanja i manja obnavljanja. Valja naglasiti da je to jedan od najvećih i najočuvanijih spomenika iz tog doba.

## Stanovništvo
Po popisu stanovništva iz 1991. godine, općina Kaptol imala je 3566 stanovnika, raspoređenih u 10 naselja:
- Alilovci – 454
- Bešinci – 89
- Češljakovci – 380
- Doljanovci – 231
- Golo Brdo – 276
- Kaptol – 1381
- Komarovci – 204
- Novi Bešinci – 80
- Podgorje – 272
- Ramanovci – 219

Po popisu stanovništva iz 2001. godine, općina Kaptol imala je 4007 stanovnika, raspoređenih u 10 naselja:
- Alilovci – 470
- Bešinci – 111
- Češljakovci – 365
- Doljanovci – 255
- Golo Brdo – 345
- Kaptol – 1570
- Komarovci – 233
- Novi Bešinci – 105
- Podgorje – 302
- Ramanovci – 251

Po popisu stanovništva iz 2011. godine, Općina Kaptol imala je 3472 stanovnika, raspoređenih u 10 naselja:
- Alilovci – 410
- Bešinci – 88
- Češljakovci – 268
- Doljanovci – 244
- Golo Brdo – 325
- Kaptol – 1409
- Komarovci – 177
- Novi Bešinci – 83
- Podgorje – 253
- Ramanovci – 215

| broj stanovnika | 2364  | 2296  | 2358  | 2796  | 3177  | 3472  | 3465  | 3741  | 3515  | 3670  | 3815  | 3756  | 3522  | 3566  | 4007  | 3472  | 2605  |
|                 | 1857. | 1869. | 1880. | 1890. | 1900. | 1910. | 1921. | 1931. | 1948. | 1953. | 1961. | 1971. | 1981. | 1991. | 2001. | 2011. | 2021. |

| broj stanovnika | 649   | 604   | 673   | 891   | 1040  | 1090  | 1099  | 1185  | 1113  | 1163  | 1298  | 1346  | 1293  | 1361  | 1570  | 1409  | 1040  |
|                 | 1857. | 1869. | 1880. | 1890. | 1900. | 1910. | 1921. | 1931. | 1948. | 1953. | 1961. | 1971. | 1981. | 1991. | 2001. | 2011. | 2021. |

## Uprava
Općinski načelnik – Mile Pavičić,
Zamjenik općinskog načelnika – Josip Soudek,
Predsjednik Općinskog vijeća – Damir Poljanac.

## Povijest
U Kaptolu se nalazi dvorac koji bi mogao imati i turističku vrijednost no to do sada još nije iskorišteno.

## Gospodarstvo
Prevladava poljoprivreda, i mala obiteljska poduzeća. Bilo je riječi da će se otvoriti industrijska zona ali to još nije riješeno.

## Poznate osobe
Najpoznatiji Kaptolčani su pisci: Napoleon Špun Strižić, Vilim Korajac i Ivo Čakalić.

## Spomenici i znamenitosti
- Stari grad Kaptol

## Obrazovanje
Kaptol ima novoizgrađenu školu s informatičkim kabinetom i velikom sportskom dvoranom u sklopu škole.
U Kaptolu također postoji i škola za češku nacionalnu manjinu.

## Kultura
Kultura u Kaptolu je dosta naglašena putem raznih priredbi i manifestacija koje se događaju u Vatrogasnom domu. Posebno je bitno naglasiti i Češku manjinu koja također ima svoju dvoranu i vrlo je aktivna na tom polju.
Unazad nekoliko godina u Kaptolu je osnovana udruga Vinogradara vinara i voćara Općine Kaptol. Udruga se bavi pitanjima vezanim uz vinogradarstvo, vinarstvo i voćarstvo na području Općine Kaptol. Udruga V.V.V. uspješno organizira sajam Vino – kap. sve detalje o udruzi možete naći na općinskom portalu www.opcina-kaptol.com
Od 2009 godine u Kaptolu djeluje i KUD "Ivo Čakalić" koji njeguje običaje i kulturu starosjedilaca. KUD je dobio ime po Ivi Čakaliću, hrvatskomu pučkom pjesniku i sakupljaču narodnog blaga iz sela Doljanovca pokraj Kaptola. KUD organizira svoju smotru folklora pod nazivom "Šokačko se kolo vije".
Od početka sedamdesetih godina tu se održava Festival tamburaških pjesama "Zlatni glas zlatne doline", a od 2009. na njemu se izvode nove autorske pjesme pisane za taj festival, te objavljuju albumi, tv snimke i video zapisi s pjesmama. Svake godine se izvede dvadesetak novih pjesama kojima su izvođači tamburaški sastavi i solisti s područja kontinentalne Hrvatske, a od 2019. godine festival ima internacionalni karakter jer na njemu nastupaju izvođači i iz drugih zemalja. Umjetnički rukovoditelj festivala je novinar i glazbeni urednik Jelenko Topić.

## Šport
Na području općine Kaptol djeluje NK Kaptol koji se natječe u 1. županijskoj ligi.

## Vanjske poveznice
- Službene stranice Općine Kaptol